# Rhizoecus favacirculus
Rhizoecus favacirculus är en insektsart som beskrevs av Hambleton 1976. Rhizoecus favacirculus ingår i släktet Rhizoecus och familjen ullsköldlöss.
Artens utbredningsområde är Costa Rica. Inga underarter finns listade i Catalogue of Life.